# Charles Brandon, Primul Duce de Suffolk
Charles Brandon, Primul Duce de Suffolk (n. 1484 – d. 24 august 1545, Guildford⁠(d), Surrey, Regatul Angliei) a fost un nobil englez, militar de carieră, diplomat și una dintre cele mai influente figuri ale curții regelui Henric al VIII-lea. Cunoscut atât pentru ascensiunea sa socială spectaculoasă, cât și pentru loialitatea sa față de monarh, Brandon rămâne una dintre cele mai fascinante personalități ale epocii Tudor⁠(d).